# Mimogmodera rufula
Mimogmodera rufula är en skalbaggsart som beskrevs av Stefan von Breuning 1955. Mimogmodera rufula ingår i släktet Mimogmodera och familjen långhorningar. Inga underarter finns listade i Catalogue of Life.